# Asano Nagamasa
Asano Nagamasa (浅野長政?   1546-1611) fue un samurái del período Sengoku de la historia de Japón.
Nagamasa fue cuñado de Toyotomi Hideyoshi y uno de sus principales consejeros. Participó durante la campaña de Hideyoshi en contra de los Mōri así como en la campaña contra los Hōjō, donde capturó los castillos Edo e Iwatsuki. 
Estuvo presente durante las invasiones japonesas a Corea y falleció en 1610.